# Homalenotus laranderas
Homalenotus laranderas is een hooiwagen uit de familie Sclerosomatidae.